# Clint Capela
Clint N'Dumba-Capela (Ginebra, 18 de mayo de 1994) es un baloncestista suizo que pertenece a la plantilla de los Houston Rockets de la NBA. Con 2,08 metros de altura, juega en la posición de pívot.

## Trayectoria deportiva

### Inicios
En 2009, a los 15 años, participó en los Campeonatos de Europa Júnior con la selección suiza Sub-16 y se incorporó al INSEP, un centro deportivo de alto rendimiento para formar a jóvenes jugadores, en Chalon-sur-Saône (Francia).

### Profesional

#### Europa

##### Élan Chalon (2012-2014)
Capela llegó a Chalon en 2009, y en 2012, se unió al equipo sénior Élan Chalon de la LNB Pro A. 
El 12 de abril de 2014 Capela representó el Equipo Mundial en el Nike Hoop Summit 2014. Más tarde ese mes, declaró para el Draft de la NBA de 2014. En mayo de 2014, fue nombrado Mejor Jugador Joven y Jugador Más Mejorado de la LNB Pro A de la temporada 2013-14.

#### NBA

##### Houston Rockets (2014-2020)

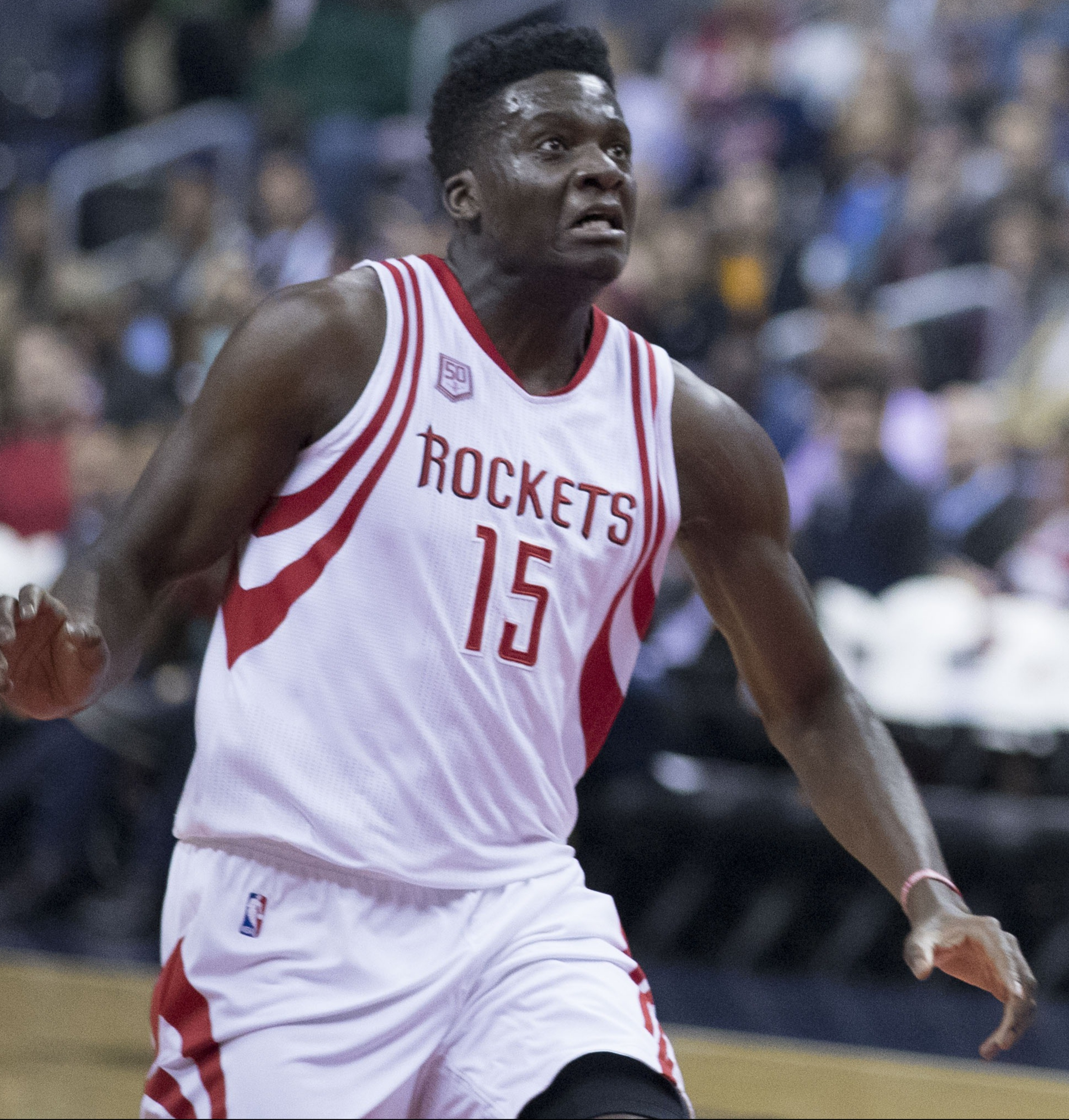
Capela con los Rockets en 2016.

Capela fue seleccionado en el puesto 25º en la primera ronda por los Houston Rockets en el Draft de la NBA de 2014. El 25 de julio de 2014 firmó por los Rockets. El 30 de marzo de 2015 anotó sus primeros puntos en la NBA, terminando el partido con 8 puntos y 9 rebotes en la derrota contra Toronto Raptors.  Durante su temporada de novato, participó en la liga de Desarrollo de la NBA en los Rio Grande Valley Vipers. 
En su segunda temporada, y con la lesión de los hombres altos del equipo como Dwight Howard y Donatas Motiejunas consiguió su primer doble-doble de su carrera con 13 puntos y 12 rebotes como titular en la derrota del equipo por 116-110 ante Sacramento Kings. El tercer año se consolidó como el pívot titular del equipo.
En su cuarta temporada en Houston, la 2017-18, quedó segundo en la votación como jugador más mejorado, tras Victor Oladipo siendo líder de la liga en porcentaje de tiros de campo.
Su quinta temporada fue la mejor a nivel individual en anotación, ya que terminó con 16,6 puntos por partido.

##### Atlanta Hawks (2020-2025)
El 4 de febrero de 2020 es traspasado a Atlanta Hawks, en un traspaso múltiple entre cuatro equipos y que afectó a 12 jugadores. Pero no llegó a disputar ningún encuentro con los Hawks esa temporada debido a una lesión en el talón de la pierna derecha.
En su segunda temporada en Atlanta, por fin pudo debutar con el equipo el 28 de diciembre de 2020 ante Detroit Pistons. El 20 de enero de 2021, registró el partido con mayor número de rebotes de su carrera, con 26, en la victoria ante Detroit Pistons. Dos días después, el 22 de enero ante Minnesota Timberwolves registró un triple doble con 10 tapones, siendo el primero en la franquicia desde Dikembe Mutombo en el año 2000.
El 1 de septiembre de 2021, llega a un acuerdo de extensión de su contrato con los Hawks, por $46 millones y dos años.
Durante la segunda mitad de su quinta temporada en Atlanta pierde protagonismo (de 30 minutos por encuentro en su primera temporada, a 26 la anterior y solo 21 minutos en la 2024-25) donde, en varios encuentros, la titularidad pasa a Onyeka Okongwu.

##### Houston Rockets (2025-presente)
Al comenzar la agencia libre de julio de 2025, firmó un contrato de tres años por 21,5 millones de dólares con Houston Rockets, marcando su retorno al equipo que lo drafteó en 2014.

### Selección nacional
En agosto de 2013, debutó con la selección nacional de Suiza en las rondas de clasificación de la FIBA para el EuroBasket 2015.

## Estadísticas de su carrera en la NBA
|  | Líder de la liga |

### Temporada regular
| Año     | Equipo  | PJ  | PT  | MPP  | %TC  | %3P  | %TL  | RPP  | APP | ROB | TPP | PPP  |
| ------- | ------- | --- | --- | ---- | ---- | ---- | ---- | ---- | --- | --- | --- | ---- |
| 2014-15 | Houston | 12  | 0   | 7.5  | .483 | —    | .174 | 3.0  | .2  | .1  | .8  | 2.7  |
| 2015-16 | Houston | 77  | 35  | 19.1 | .582 | .000 | .379 | 6.4  | .6  | .8  | 1.2 | 7.0  |
| 2016-17 | Houston | 57  | 51  | 23.6 | .643 | —    | .531 | 8.1  | 1.0 | .5  | 1.2 | 12.6 |
| 2017-18 | Houston | 74  | 74  | 27.5 | .652 | .000 | .560 | 10.8 | .9  | .8  | 1.9 | 13.9 |
| 2018-19 | Houston | 67  | 67  | 33.6 | .648 | —    | .636 | 12.7 | 1.4 | .7  | 1.5 | 16.6 |
| 2019-20 | Houston | 39  | 39  | 32.8 | .629 | —    | .529 | 13.8 | 1.2 | .8  | 1.8 | 13.9 |
| 2020-21 | Atlanta | 63  | 63  | 30.1 | .594 | —    | .573 | 14.3 | .8  | .7  | 2.0 | 15.2 |
| 2021-22 | Atlanta | 74  | 73  | 27.6 | .613 | .000 | .473 | 11.9 | 1.2 | .7  | 1.3 | 11.1 |
| 2022-23 | Atlanta | 65  | 63  | 26.6 | .653 | .000 | .603 | 11.0 | .9  | .7  | 1.2 | 12.0 |
| 2023-24 | Atlanta | 73  | 73  | 25.8 | .571 | .000 | .631 | 10.6 | 1.2 | .6  | 1.5 | 11.5 |
| 2024-25 | Atlanta | 55  | 41  | 21.4 | .559 | .000 | .536 | 8.5  | 1.1 | .6  | 1.0 | 8.9  |
| Total   | Total   | 664 | 587 | 26.2 | .617 | .000 | .544 | 10.5 | 1.0 | .7  | 1.4 | 12.0 |

### Playoffs
| Año   | Equipo  | PJ | PT | MPP  | %TC  | %3P  | %TL  | RPP  | APP | ROB | TPP | PPP  |
| ----- | ------- | -- | -- | ---- | ---- | ---- | ---- | ---- | --- | --- | --- | ---- |
| 2015  | Houston | 17 | 0  | 7.5  | .677 | —    | .517 | 2.5  | .3  | .2  | .5  | 3.4  |
| 2016  | Houston | 5  | 0  | 8.6  | .333 | —    | .400 | 4.0  | .4  | .6  | .4  | 1.6  |
| 2017  | Houston | 11 | 11 | 26.0 | .561 | .000 | .615 | 8.7  | 1.1 | .7  | 2.5 | 10.5 |
| 2018  | Houston | 17 | 17 | 30.6 | .660 | —    | .473 | 11.6 | 1.3 | .8  | 2.1 | 12.7 |
| 2019  | Houston | 11 | 11 | 30.1 | .561 | —    | .429 | 10.3 | 1.5 | .3  | 1.1 | 9.7  |
| 2021  | Atlanta | 18 | 18 | 31.6 | .603 | —    | .436 | 11.2 | .9  | .7  | 1.1 | 10.1 |
| 2022  | Atlanta | 2  | 2  | 20.0 | .333 | —    | —    | 7.5  | .0  | .5  | .5  | 2.0  |
| 2023  | Atlanta | 6  | 6  | 25.2 | .605 | —    | .667 | 8.3  | .5  | 1.0 | .5  | 8.3  |
| Total | Total   | 87 | 65 | 23.8 | .602 | .000 | .495 | 8.4  | .9  | .6  | 1.3 | 8.5  |

## Vida personal
El padre y la madre de Clint N'Dumba-Capela son originarios de Camerún y República del Congo respectivamente, y él nació en  Ginebra, Suiza. Sus padres se separaron unos meses después de su nacimiento, dejando a su madre que criara a él y a sus hermanos. De niño, le gustaba el fútbol y se crio en parte en régimen de acogida.

## Logros y reconocimientos
- Jugador Más Mejorado del Año de la LNB Pro A (2014)
- Mejor Jugador Joven del Año de la LNB Pro A (2014)
- Líder de la liga en porcentaje de tiros de campo en una temporada (2017-18)
- Líder de la liga en rebotes 14.33 (2020-21)